# Marco Zanetti
Marco Zanetti   (Bozen, 10 d'abril de 1962) fou un jugador italià de billar campió del món en diverses ocasions.
L'any 2002 guanyà el seu primer Mundial de billar a tres bandes, triomf que repetí l'any 2008.

## Palmarès
Font:

- Campionat del Món de billar a tres bandes:  2002, 2008  2001, 2011  1997, 2000, 2003, 2009, 2012
- Campionat del Món de billar biatló:  1988, 1996
- Jocs Mundials Billar a tres bandes:  2013  2009
- Copa del Món de billar:  1990/5, 1999/3, 2014/5, 2019/7  1987/1, 1987/4, 1991/5, 1993/3, 1995/8, 1996/5, 1999/3, 2009/4, 2012/2, 2015/6  1994/1, 1996/6, 1998/1, 1998/2, 1998/9, 1998/10, 2001/2, 2001/3, 2001/5, 2003, 2005/3, 2006/3, 2008/3, 2016/3, 2016/4, 2016/6, 2017/3, 2017/7
- Campionat d'Europa de billar a tres bandes:  2013, 2017  2019  1992, 2003, 2008, 2010
- Campionat d'Europa de billar de carambola quadre 47/1:  1984
- Campionat d'Europa de billar de carambola quadre 47/2:  1983
- Campionat d'Europa de billar a una banda:  1986